# Всемирная выставка (1880)
Всемирная выставка в Мельбурне — 8-я Всемирная выставка, официально признанная Международным бюро выставок (BIE). Стала первой официальной Всемирной выставкой в Южном полушарии .

## Подготовка
Два австралийских региона получили самоуправление. Так, Виктория получила самоуправление в 1851 г., Новый Южный Уэльс в 1856 г. Экономический рост в 1850-60-х , связанный с золотыми запасами штатов, привел к соперничеству между столицами штатов Мельбурном и Сиднеем. В 1870-х годах стали обращать большее внимание на внешнюю политику, было предложено организовать выставку, аналогичную выставкам в Европе. Выставку организовали с целью развития торговли, промышленности, искусства, науки и образования. Мельбурн начал подготовку в 1879 году и представил в парламент план выставки. Но Сидней, конкурент Мельбурна, хотел стать первым и смог организовать выставку в рекордно короткие сроки. Выставка в Сиднее получила название Сиднейской международной выставки. Она началась в октябре 1879 года, но была посвящена в основном сельскому хозяйству, поэтому не отвечала критериям Международного бюро выставок. Мельбурн решил провести выставку позже, чтобы участники могли перевезти свои экспонаты из Сиднея в Мельбурн зимой 1880 года.

## Выставка
Всемирная выставка прошла с 1 октября 1880 года по 30 апреля 1881 года. Это была вторая международная выставка в Австралии (первая была проведена годом раньше в Сиднее). Выставку посетили 1.459 миллиона человек, но пришлось претерпеть убытки в 277 292 фунтов. На выставке также были территории для развлечений и туризма.
Королевский выставочный центр, расположенный в викторианском саду Карлтон, был построен к 1880 году специально для проведения выставки. Площадь здания — 12 000 м². Первый камень был заложен  губернатором Виктории Джорджем Боуэном.

## После выставки
Здание выставочного центра было расширено и повторно использовано в 1888 году  для проведения выставки, посвященной столетию основания европейского поселения в Сиднее. Часть здания не была затронута переделками и сохранилась до наших дней. Она является объектом Всемирного наследия.